# Hank Medress
Hank Medress (ur. 19 listopada 1938 w Nowym Jorku, zm. 19 czerwca 2007 tamże) – amerykański piosenkarz i producent muzyczny, członek znanej formacji The Tokens, z którą w 1961, wylansował przebój „The Lion Sleeps Tonight”, wykorzystany później między innymi w filmie „Król lew”. Z zespołem współpracował od jego powstania do 1970. Jako producent, Medress pracował z Busterem Poindexterem, a także The Chiffons, oraz Tony Orlando And Dawn. Zmarł na nowotwór płuca.